# گمینا سانتوک
گمینا سانتوک (به لهستانی:  Gmina Santok) یک گمینا در لهستان است که در شهرستان گوژوف واقع شده‌است. گمینا سانتوک ۱۶۸٫۳ کیلومتر مربع مساحت و ۷٬۵۷۰ نفر جمعیت دارد.